# アセットホールディングス
株式会社アセット・ホールディングスは、群馬県安中市のゴルフリゾート施設「THE CLUB golf village」を運営する事業者。北陸新幹線・安中榛名駅から送迎バスで10分ほどの距離に位置しており、東京方面・新潟方面・長野方面からの来場者が多い。

## 沿革
- 2003年 - 7月1日、開設。